# Pachnoda maculipennis
Pachnoda maculipennis är en skalbaggsart som beskrevs av Moser 1918. Pachnoda maculipennis ingår i släktet Pachnoda och familjen Cetoniidae. Inga underarter finns listade i Catalogue of Life.